# Toos Faber-de Heer

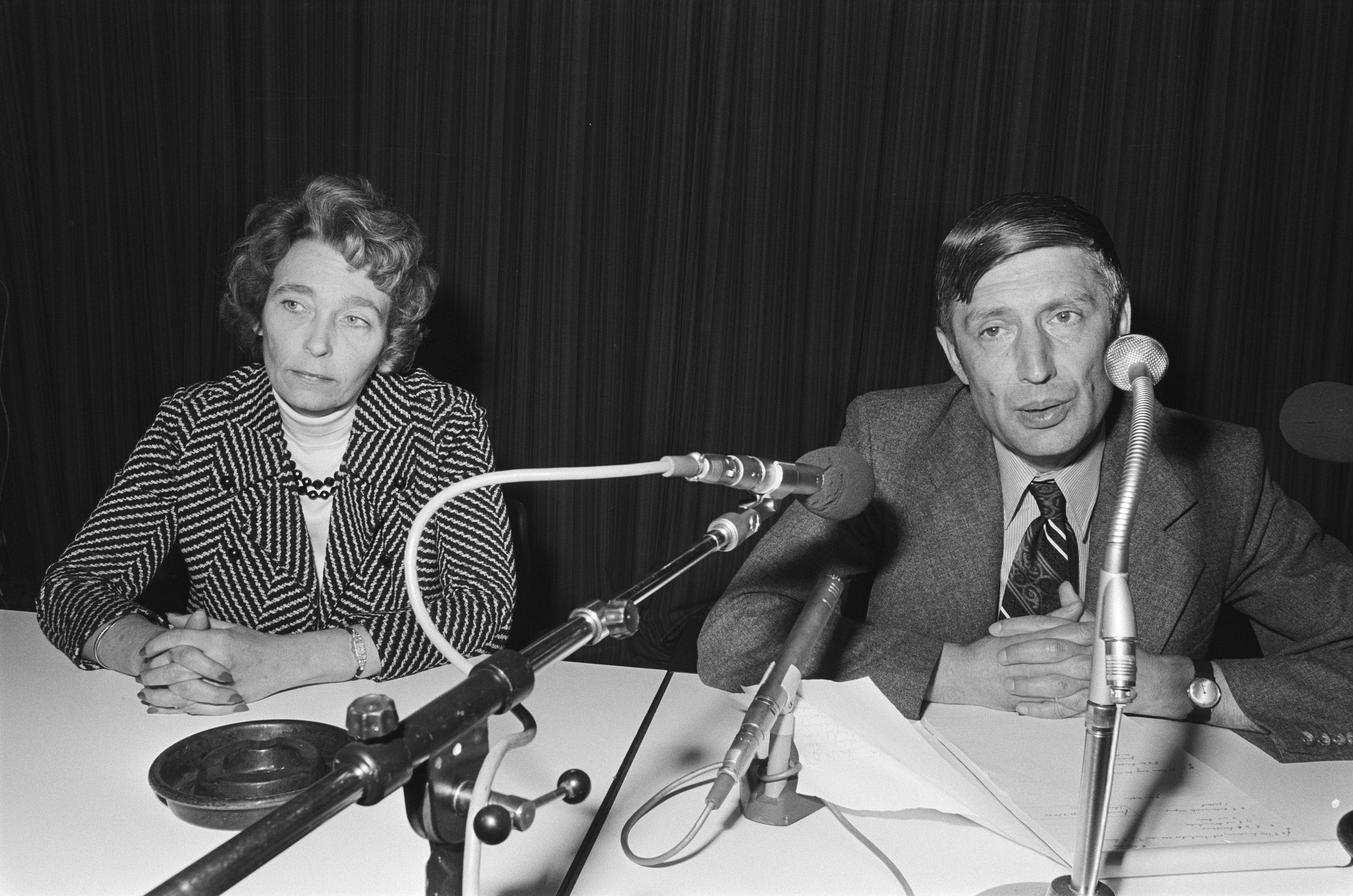
Justitievoorlichtster Toos Faber en minister van justitie Dries van Agt geven een persconferentie op de eerste dag van de treinkaping bij De Punt (1977)

Toos Faber-de Heer (Batavia, 23 februari 1929 – Den Haag, 6 augustus 2020) was een Nederlands journalist en justitievoorlichter. In die laatste functie werd zij in 1975 landelijk bekend tijdens de treinkaping bij Wijster.

## Jeugd en opleiding
Na de inval van de Japanners in Nederlands-Indië werd Toos de Heer met haar moeder geïnterneerd; eerst in een jappenkamp in de buurt van Bandung en later op Midden-Java. Haar vader stierf en na de Japanse capitulatie werd zij met haar moeder gerepatrieerd naar Nederland. Daarna vertrok zij om pedagogische redenen naar Zwitserland waar zij op een Nederlandse school in korte tijd het gymnasiumdiploma haalde. Vervolgens ging zij rechten studeren aan de Rijksuniversiteit Leiden.

## Leven en werk
Nadat De Heer was afgestudeerd ging zij in 1951 als juridisch redacteur werken bij de toenmalige Haagse krant Het Vaderland. In die periode leerde zij de politie-inspecteur Willem Faber kennen die op het Haagse hoofdbureau de pers informeerde over nieuws met betrekking tot misdrijven en soortgelijke onderwerpen. Met Willem Faber, die later rechter werd en het bracht tot voorzitter van de Raad van Beroep en het Ambtenarengerecht in Den Haag, trouwde zij later.
In 1972, toen de oplage van Het Vaderland daalde, maakte Faber de overstap naar het Ministerie van Justitie waar zij zich met voorlichting bezig ging houden. Zo deed zij onder meer de voorlichting rond de gijzeling in de Scheveningse gevangenis in oktober 1974.
In 1975 werd Faber in heel Nederland bekend als de woordvoerster van minister van Justitie Dries van Agt na de treinkaping bij Wijster op 2 december 1975. Ook anderhalf jaar later, na de treinkaping bij De Punt op 23 mei 1977, was Faber betrokken bij de woordvoering.
Eind 1977 leek het erop dat Faber in het kabinet-Van Agt I op het ministerie van Defensie benoemd zou worden tot staatssecretaris, maar dat ging uiteindelijk niet door. Rond september 1981 begon de NOS op de tv met het zondagmiddagprogramma Het Capitool waarvan zij toen samen met Joop van Tijn en Herman Wigbold per toerbeurt de presentator werd. Al na enkele maanden stopte zij daarmee. Faber werd plaatsvervangend hoofd Voorlichting van het ministerie van Justitie en rond 1984 promoveerde zij tot hoofd van die afdeling.
In 1990 ging Faber vervroegd met pensioen. Zij bleef daarna nog jaren actief voor de Raad voor de Journalistiek en het Genootschap Onze Taal.